# Asa Briggs
Asa Briggs (Keighley, Yorkshire del Oeste, 7 de mayo de 1921-Lewes, 15 de marzo de 2016) fue un historiador británico especialista en la época victoriana e historiador de la radiodifusión en Gran Bretaña.  De 1978 a 1994 fue rector de la Open University.

## Biografía
De 1942 a 1945, durante la Segunda Guerra Mundial, Briggs sirvió en el servicio de inteligencia y trabajó en Bletchley Park, la unidad responsable de la decodificación de los mensajes cifrados. También fue miembro de la unidad the Watch, sección que se ocupaba de la decodificación de los mensajes de Enigma.

## Obras (selección)
- De Gutenberg a Internet: una historia social de los medios de comunicación. Taurus Ediciones, 2002. ISBN 84-306-0479-0 con Peter Burke[4]
- Historia contemporánea de Europa, 1789-1989. Barcelona: Crítica, 2000. ISBN 84-8432-109-6 con Patricia Clavin[6]
- Historia social de Inglaterra. Alianza Editorial, 1994. ISBN 84-206-2800-X